# روبرت إي. تومسون
روبرت إي. تومسون (بالإنجليزية: Robert E Thompson)‏ هو صحفي أمريكي، ولد في 28 يونيو 1921 في لوس أنجلوس في الولايات المتحدة، وتوفي في 19 نوفمبر 2003 في ويليامزبرغ في الولايات المتحدة.